# Кубок володарів кубків 1975—1976
Кубок володарів кубків 1975—1976 — 16-ий розіграш Кубка володарів кубків УЄФА, європейського клубного турніру для переможців національних кубків.

## Учасники
| №п/п | Клуб               | Турнір                                     |
| ---- | ------------------ | ------------------------------------------ |
| 1    | «Айнтрахт»         | Володар Кубка ФРН 1974—1975                |
| 2    | «АДО Ден Гаг»      | Володар Кубка Нідерландів 1974—1975        |
| 3    | «Вест Гем Юнайтед» | Володар Кубка Англії 1974—1975             |
| 4    | «Арарат»           | Володар Кубка СРСР 1975                    |
| 5    | «Фіорентіна»       | Володар Кубка Італії 1974—1975             |
| 6    | «Цвікау»           | Володар Кубка НДР 1974—1975                |
| 7    | «Борац»            | Фіналіст Кубка Югославії 1974              |
| 8    | «Галадаш»          | Фіналіст Кубка Угорщини 1974—1975          |
| 9    | «Боавішта»         | Володар Кубка Португалії 1974—1975         |
| 10   | «Атлетіко»         | Фіналіст Кубка Іспанії 1974—1975           |
| 11   | «Селтік»           | Володар Кубка Шотландії 1974—1975          |
| 12   | «Андерлехт»        | Володар Кубка Бельгії 1974—1975            |
| 13   | «Сталь»            | Володар Кубка Польщі 1974—1975             |
| 14   | «Спартак»          | Володар Кубка Чехословаччини 1974—1975     |
| 15   | «Ланс»             | Фіналіст Кубка Франції 1974—1975           |
| 16   | «Рапід»            | Володар Кубка Румунії 1974—1975            |
| 17   | «Славія»           | Володар Кубка Болгарії 1974—1975           |
| 18   | «Рексем»           | Володар Кубка Уельсу 1974—1975             |
| 19   | «Юргорден»         | Фіналіст Кубка Швеції 1974—1975            |
| 20   | «Панатінаїкос»     | Фіналіст Кубка Греції 1974—1975            |
| 21   | «Базель»           | Володар Кубка Швейцарії 1974—1975          |
| 22   | «Штурм»            | Фіналіст Кубка Австрії 1974—1975           |
| 23   | «Бешикташ»         | Володар Кубка Туреччини 1974—1975          |
| 24   | «Вайле»            | Володар Кубка Данії 1974—1975              |
| 25   | «Скейд»            | Володар Кубка Норвегії 1974                |
| 26   | «Хаум Фарм»        | Володар Кубка Ірландії 1974—1975           |
| 27   | «Колрейн»          | Володар Кубка Північної Ірландії 1974—1975 |
| 28   | «Валетта»          | Володар Кубка Мальти 1974—1975             |
| 29   | «Рейпас»           | Володар Кубка Фінляндії 1974               |
| 30   | «Валюр»            | Володар Кубка Ісландії 1974                |
| 31   | «Анортосіс»        | Володар Кубка Кіпру 1974—1975              |
| 32   | «Рюмеланж»         | Володар Кубка Люксембургу 1974—1975        |

## Перший раунд
| Команда 1                     | Заг. | Команда 2         | 1-й матч | 2-й матч |
| ----------------------------- | ---- | ----------------- | -------- | -------- |
| 16/30 вересня 1975            |      |                   |          |          |
| Айнтрахт (Франкфурт-на-Майні) | 11:3 | Колрейн           | 5:1      | 6:2      |
| 16 вересня/1 жовтня 1975      |      |                   |          |          |
| Валюр                         | 0:9  | Селтік            | 0:2      | 0:7      |
| 17/30 вересня 1975            |      |                   |          |          |
| Халадаш                       | 8:1  | Валетта           | 7:0      | 1:1      |
| 17 вересня/1 жовтня 1975      |      |                   |          |          |
| Арарат (Єреван)               | 10:1 | Анортосіс         | 9:0      | 1:1      |
| Базель                        | 2:3  | Атлетіко (Мадрид) | 1:2      | 1:1      |
| Бешікташ                      | 0:6  | Фіорентіна        | 0:3      | 0:3      |
| Хоум Фарм                     | 1:7  | Ланс              | 1:1      | 0:6      |
| Рейпас Лахті                  | 2:5  | Вест Гем Юнайтед  | 2:2      | 0:3      |
| Панатінаїкос                  | 0:2  | Цвікау            | 0:0      | 0:2      |
| Рапід (Бухарест)              | 1:2  | Андерлехт         | 1:0      | 0:2      |
| Спартак (Трнава)              | 0:3  | Боавішта          | 0:0      | 0:3      |
| Скейд                         | 1:8  | Сталь (Ряшів)     | 1:4      | 0:4      |
| Штурм (Грац)                  | 3:2  | Славія (Софія)    | 3:1      | 0:1      |
| Вайле                         | 0:4  | АДО Ден Гаг       | 0:2      | 0:2      |
| Рексем                        | 3:2  | Юргорден          | 2:1      | 1:1      |
| 17 вересня/2 жовтня 1975      |      |                   |          |          |
| Борац (Баня-Лука)             | 14:1 | Рюмеланж          | 9:0      | 5:1      |

## Другий раунд
| Команда 1                  | Заг.         | Команда 2                     | 1-й матч | 2-й матч |
| -------------------------- | ------------ | ----------------------------- | -------- | -------- |
| 22 жовтня/5 листопада 1975 |              |                               |          |          |
| Боавішта                   | 1:3          | Селтік                        | 0:0      | 1:3      |
| Фіорентіна                 | 1:1 пен. 4:5 | Цвікау                        | 1:0      | 0:1 дч   |
| Андерлехт                  | 3:1          | Борац (Баня-Лука)             | 3:0      | 0:1      |
| Рексем                     | 3:1          | Сталь (Ряшів)                 | 2:0      | 1:1      |
| Штурм (Грац)               | 3:1          | Халадаш                       | 2:0      | 1:1      |
| Атлетіко (Мадрид)          | 1:3          | Айнтрахт (Франкфурт-на-Майні) | 1:2      | 0:1      |
| АДО Ден Гаг                | 6:3          | Ланс                          | 3:2      | 3:1      |
| Арарат (Єреван)            | 1:4          | Вест Гем Юнайтед              | 1:1      | 1:3      |

## 1/4 фіналу
| Команда 1         | Заг.    | Команда 2                     | 1-й матч | 2-й матч |
| ----------------- | ------- | ----------------------------- | -------- | -------- |
| 3/17 березня 1976 |         |                               |          |          |
| Селтік            | 1:2     | Цвікау                        | 1:1      | 0:1      |
| Андерлехт         | 2:1     | Рексем                        | 1:0      | 1:1      |
| Штурм (Грац)      | 0:3     | Айнтрахт (Франкфурт-на-Майні) | 0:2      | 0:1      |
| АДО Ден Гаг       | 5:5 (ч) | Вест Гем Юнайтед              | 4:2      | 1:3      |

## 1/2 фіналу
| Команда 1                     | Заг. | Команда 2        | 1-й матч | 2-й матч |
| ----------------------------- | ---- | ---------------- | -------- | -------- |
| 31 березня/14 квітня 1976     |      |                  |          |          |
| Цвікау                        | 0:5  | Андерлехт        | 0:3      | 0:2      |
| Айнтрахт (Франкфурт-на-Майні) | 3:4  | Вест Гем Юнайтед | 2:1      | 1:3      |

## Фінал
| 5 травня 1976 |

| Андерлехт                                   | 4:2      | Вест Гем Юнайтед       |
| ------------------------------------------- | -------- | ---------------------- |
| Ренсенбрінк 42', 73' ван дер Ельст 48', 88' | Протокол | Голланд 28' Робсон 68' |

| Ейзель, Брюссель Глядачів: 51 296 Арбітр: Роберт Вурц |

| Володар Кубка володарів кубків 1975—1976 |
| ---------------------------------------- |
| Бельгія                                  |
| Андерлехт 1-й титул                      |